# ويليام جويسي (كاتب)
ويليام جويسي (بالإنجليزية: William Joyce) (و. 1957  م) هو كاتب، وكاتب سيناريو، وكاتب للأطفال، ورسام توضيحي، ومخرج، ومنتج بضائع، ورسام رسوم متحركة أمريكي، ولد في شريفبورت، بدأ مشواره المهني سنة 1981.

## التعليم
تعلم في جامعة ساوثرن ميثوديست.

## جوائز وترشيحات
حصل على جوائز منها:
- جائزة إيمي داي تايم  [لغات أخرى]‏
- جائزة الأوسكار لأفضل فيلم رسوم متحركة قصير، عن عمل: The Fantastic Flying Books of Mr. Morris Lessmore [الإنجليزية]‏.

ترشح لـ:
- جائزة الأوسكار لأفضل فيلم رسوم متحركة قصير، عن عمل: The Fantastic Flying Books of Mr. Morris Lessmore [الإنجليزية]‏.

## وصلات خارجية
- ويليام جويسي على موقع IMDb (الإنجليزية)
- ويليام جويسي على موقع ميوزك برينز (الإنجليزية)
- ويليام جويسي على موقع قاعدة بيانات الفيلم (الإنجليزية)
- ويليام جويسي على موقع كينوبويسك (الروسية)
- ويليام جويسي في قاعدة بيانات الأفلام على الإنترنت